# Jean-Louis Poirier
Pour les articles homonymes, voir Poirier.
Ne doit pas être confondu avec Louis Poirier.
Jean-Louis Poirier est un philosophe français spécialiste de philosophie antique.

## Biographie
Né le 30 mars 1944, Jean-Louis Poirier (après des études secondaires au Lycée Condorcet à Paris et en classes préparatoires au Lycée Henri IV) obtient pour son premier poste, à l'issue de l'agrégation de philosophie, en 1967, une classe terminale littéraire, l'hypokhâgne et la khâgne au lycée Joffre de Montpellier. Après avoir enseigné les mathématiques à Saintes[réf. nécessaire], pendant son service militaire, il enseigne la philosophie en khâgne au lycée Carnot de Dijon, de 1971 à 1973,  puis au lycée Henri-IV où il est un lointain successeur d'Alain.
Il devient ensuite inspecteur général de philosophie, en 1999, et le doyen de ce corps de 2007 à 2009. Son décanat marque l'institution : il organise une rencontre mémorable des professeurs de philosophie en 2009, et s'adresse à eux en leur disant « Osez être des professeurs de philosophie ! ».
Il est admis à la retraite en 2009.
Spécialiste de philosophie antique et d'enseignement contemporain de la philosophie en Italie et en France, il est l'auteur de plusieurs ouvrages, dont Enseigner la philosophie, l'exemple italien — remanié d'un rapport qu'il avait composé en 2010 — et Ne plus ultra ; il a aussi édité Les Présocratiques avec Daniel Delattre et Jean-Paul Dumont. 
Il est également auteur de nombreux articles de recherche dans diverses revues (FMR, Revue de l'enseignement philosophique, Cahiers philosophiques, Études philosophiques, Critique, Conférence).

## Distinctions
- Chevalier de l'Ordre national du Mérite (2005)[11].
- Prix Italiques (2017)[12].

## Ouvrages

### Livres
- Méditations métaphysiques de Descartes : commentaire, Paris, Pédagogie moderne, coll. « Lectoguide : philosophie », 1980, 158 p. (ISBN 2-7294-0081-8).
- Enseigner la philosophie, l'exemple italien (préf. Yves Hersant), Paris, Conférence, coll. « Essais », 2011, 279 p. (ISBN 978-2-912771-43-8).
- Ne plus ultra : Dante et le dernier voyage d'Ulysse, Paris, Les Belles Lettres, coll. « Essais » (no 15), 2016, XI + 395 (ISBN 978-2-251-42061-5).
- Bibliothèque idéale des philosophes antiques : de Pythagore à Boèce, Paris, Les Belles Lettres, 2017, XI + 688 (ISBN 978-2-251-44736-0).
- Agenda de l'Antiquité 2019 : une année philosophique, Paris, Les Belles Lettres, 2018, XI + 208 (ISBN 978-2-251-44878-7).
- Ainsi parlent les dieux : Comment Grecs et Romains pensaient leurs mythes, Paris, Les Belles Lettres, coll. « Essais », 2021, XI + 360 (ISBN 978-2-251-45154-1).

### Éditions et traductions
- Les Présocratiques (éd. avec Daniel Delattre et Jean-Paul Dumont), Paris, Gallimard, coll. « Bibliothèque de la Pléiade » (no 345), 1989, XXVIII + 1637 (ISBN 2-07-011139-3).
- René Descartes, Les Méditations métaphysiques, Paris, Bordas, coll. « Univers des lettres Bordas : textes philosophiques », 1987 (réimpr. 1991), 192 p. (ISBN 2-04-016854-0).
- Aristote (trad. du grec ancien par Jules Barthélémy-Saint-Hilaire et Paul Mathias), Leçons de physique : livres I et II, suivis d'extraits des autres livres, Paris, Presses pocket, coll. « Agora » (no 82), 1990, 440 p. (ISBN 2-266-03896-6).
- Aristote (trad. du grec ancien par Jules Barthélemy-Saint-Hilaire et Paul Mathias), La Métaphysique, Paris, Presse pocket, coll. « Agora : les classiques » (no 107), 1991, 558 p. (ISBN 2-266-04703-5).
- Platon (trad. du grec ancien par Mario Meunier), Le Banquet, Paris, Presse pocket, coll. « Agora : les classiques » (no 110), 1992, 214 p. (ISBN 2-266-04725-6).
- Platon (trad. du grec ancien par Mario Meunier), Phèdre, Paris, Presses pocket, coll. « Agora : les classiques », 1992, 238 p. (ISBN 2-266-04724-8).
- Aristote (éd. avec Paul Mathias, trad. Jules Barthélemy-Saint-Hilaire), La Métaphysique, Paris, Le Grand Livre du mois, coll. « Les Trésors de la littérature », 1997, 455 p. (ISBN 2-7028-0615-5).
- Cave canem : hommes et bêtes dans l'Antiquité (trad. du grec ancien), Paris, Les Belles Lettres, coll. « Signets » (no 25), 2016, XVII + 416 (ISBN 978-2-251-03025-8)  — précédé d'un entretien avec Élisabeth de Fontenay.
- Bibliothèque idéale des philosophes antiques : De Pythagore à Boèce,, Paris, Les Belles Lettres, 2017, 688 p. (ISBN 978-2-251-44736-0).
- Le "Convivio" de Dante" : Sa lettre et son esprit, Paris, Les Belles Lettres, 2018, 222 p. (ISBN 978-2-251-44782-7).
- Jacob Burckhardt (trad. de l'allemand), Le Cicerone : guide du plaisir esthétique dans les œuvres d'art d'Italiecollection=Les Mondes de l'art, Paris, Klincksieck, 2018, 1088 p. (ISBN 978-2-252-04110-9)  — traduction du même.

### Articles
- Problématique d’un faux problème: l’origine de la vie — à propos d’Oparine — (La presse médicale, 27 octobre 1971, 79-n° 45)
- Le vrai des religions, Revue de l’Enseignement  philosophique, 29ème année - N° 3, Janvier-Février 1979.
- Eléments pour une zoologie philosophique, Critique, n° 75-376. Août-Septembre 1978).
- Nous parlons déjà la langue universelle, Critique, n° 387-388, Août-Septembre 1979).
- Dir. avec Jacques Poirier, Médecine et philosophie à la fin du dix-neuvième siècle (actes), Créteil, Institut de recherche universitaire d'histoire de la connaissance, des idées et des mentalités, coll. « Cahier de l'Institut de recherche universitaire d'histoire de la connaissance, des idées et des mentalités » (no 2), 1981, II + 155 p. (notice BnF no FRBNF34666809).
- Big Brother existe, c’est une machine, Le Genre humain, n° 9, septembre 1983.
- La signora degli annelli (FMR, n° 40, Marzo 1986)
- Alain, lecteur de Montaigne. (Commentaire, N° 37 Printemps 1987)
- IIIe République, Revue de l’Enseignement  philosophique, 39ème année - N° 3, Janvier-Février 1989.
- Patočka et les Grecs, Cahiers philosophiques, n°50, mars 1992.
- Platon et l' esclavage, in "Ainsi parlaient les anciens : In honorem Jean-Paul Dumont", Presses Universitaires du Septentrion, 1994.
- Le miracle des miracles — sur Hume —, Philosophie, Bulletin de Liaison, n° 5, « L’enseignement de la philosophie dans l’académie de Versailles », Centre Régional de Documentation Pédagogique, mai 1994.
- Y aurait-il une basse philosophie? Critique, nº 660, Mai 2002.
- Dir. avec Dominique Borne et Didier Martz, Enseigner la philosophie en lycée professionnel : une pédagogie spécifique ? (actes), Reims, centre régional de documentation pédagogique de Champagne-Ardenne, coll. « Études et Recherches » (no 7), 2006, 105 p.  (ISBN 2-86633-435-3).
- « Socrate avait raison… » (Éthique à Nicomaque, VI, 12-13), dans « La Vérité pratique », Librairie philosophique J. Vrin, 1997.
- Note sur le concept de mixité, Administration et éducation, n° 97, 1er trimestre 2003.
- De ce préjugé : « Les bêtes ne pensent pas », Cahiers philosophiques, n°101, avril 2005.
- L’ennui et la patience, à propos du temps de l’École, Administration et éducation, n° 109, 1er trimestre 2006.
- L’esthétique de Jan Patočka, Revue de l’Enseignement philosophique, 57ème année - N° 5, Mai-Juin 2007.
- Article Démocratie, Dictionnaire de Culture générale, Pearson Éducation France, 2010.
- Pulsion de mort, terrorisme et nihilisme, Critique, n° 768, Mai 2011.
- Note de lecture [Laszlo Tengelyi, Lʼhistoire dʼune vie et sa région sauvage], Cahiers philosophiques, n° 125, Janvier 2011.
- L'œuvre de Jean-Jacques Rousseau, une singulière unité. (C.N.D.P. <http://www.cndp.fr/magphilo/index.php?id=196> Juin 2013).
- Berlin, 1943 — Sur Hans Fallada —, Critique, n° 809, Octobre 2014.
- La notion d'erreur de la nature d'après Aristote, Les Études philosophiques, n° 109, Avril 2014.
- Regarder les choses en face, Revue Conférence, N° 42, printemps 2016.
- Enseigner le latin, Revue Conférence, N° 42, printemps 2016.
- Le péché sublime de Francesca et Paolo, Revue Conférence, N° 43, hiver 2016-2017.
- Incertitudes sur l’actualité, Revue Conférence, N° 44, printemps 2017.
- Marx et les Stoïciens, dans « D’abord penser, autour de Pierre Raymond », Kimé, 2017.
- Un souvenir d’enfance de saint François de Sales, Revue Conférence, N° 45, hiver 2017-2018.
- Qui commande ? Revue Conférence, N° 46, printemps 2018.
- Le Jasmin et l’oranger de Chine — à propos d’une page de Galilée —, La voce, 2018.

### Communications scientifiques
- Qual è il significato filosofico dell’insegnamento della filosofia in Francia ? VIIIème Congrès de l’Association internationale des professeurs de philosophie, Fondation Cini, Venise. Società filosofica italiana (via Duilio, 13 - Roma)
- Quelle est la signification philosophique de l’enseignement philosophique français? Revue de l’Enseignement  philosophique, 30ème année - N° 1, Septembre-Octobre 1977.
- Jules Lagneau professeur, l’obscure clarté de la philosophie, Commémoration du centenaire de la mort de Jules Lagneau, Société Française de Philosophie, séance du 17 novembre 1994, in Bulletin de la Société Française de Philosophie, 88ème année, n° 4, Octobre-Décembre 1994.
- Le Citoyen et la Politique, Colloque Edmond Michelet, Brive, 21 octobre 2001.
- Enseigner la philosophie, Conférence à l’intention des professeurs de philosophie de la république de Djibouti, réunis à Djibouti le 9 avril 2003.
- Osez être des professeurs de philosophie, dans « Enseigner la philosophie, faire de la philosophie », Les Actes de la DEGESCO (24-25 mars 2009), Ministère de l’Éducation nationale, 2009.
- L’École et la question des valeurs (Meknès, 9 décembre 2009), Cahiers de l’École Normale Supérieure de Méknès, n° 16, décembre 2011.
- L’adverbe Ibi dans le De Unitate Dei et pluralitate creaturarum d’Achard de saint Victor. Université de Caen, Avril-Juin 2015.
- De l’Idée à la Monade, Colloque « LEIBNIZ et les philosophies antiques et médiévales » (Centre d’Etudes Cartésiennes de l’Université Paris-Sorbonne en collaboration avec le Centro di Studi su Descartes e il Seicento de l’Università del Salento de Lecce - Fondation Singer Polignac), Janvier 2017.